# 3829-es mellékút (Magyarország)
A 3829-es számú mellékút egy közel 7 kilométeres hosszúságú, négy számjegyű mellékút Szabolcs-Szatmár-Bereg vármegye középső részén; Kemecsét köti össze Nyírturával és a térség legfontosabb feltáró útjának számító 4-es főúttal.

## Nyomvonala
A 3823-as útból ágazik ki, annak a 28+900-as kilométerszelvénye közelében, közvetlenül az út és a Budapest–Záhony-vasútvonal keresztezése mellett, Kemecse lakott területének keleti peremén, de már külterületek között. Kezdeti szakaszán nyílegyenesen halad déli irányban csaknem pontosan három kilométeren át, majd egy kicsit keletebbi irányt vesz, így szeli át a kisváros közigazgatási határát, nagyjából 4,2 kilométer után.
Nyírtura területén folytatódik, e községet 5,6 kilométer után éri el, az Arany János utca nevet felvéve. Legutolsó, rövid szakasza a Rákóczi utca nevet viseli, így is ér véget a falu központjában, beletorkollva a 4-es főútba, annak a 286+300-as kilométerszelvénye közelében. Egyenes folytatása a 4102-es út, mely innen Sényő, Napkor, Nagykálló és Balkány érintésével Nyíradonyig vezet.
Teljes hossza, az országos közutak térképes nyilvántartását szolgáló kira.kozut.hu adatbázisa szerint 6,775 kilométer.

## Települések az út mentén
- Kemecse
- Nyírtura